# قنبل
قُنْبُلٌ هو اللقب الذي عُرف به مُحَمَّدُ بْنُ عَبْدِ اَلرَّحْمَـٰنِ بْنِ خَالِدٍ (195 - 291 هـ)، وهو من أئمة قراءة القرآن. انتهَتْ إليه مشيخة الإقراء بالحِجاز، ورحل الناس إليه من الأقطار. وكان مِنْ أجَلِّ رُواة ٱبْنِ كَثِيرٍ وأوثقِهم وأعدلِهم، وقُدِّمَ البَزِّيُّ عليه؛ لأنه أعلىٰ سنداً منه؛ إذ هو مذكور فيمن تلقى عنهم قُنبُل.

## شيوخه
أخذ قنبل القراءة عرضاً عن أحمد بن محمد بن عون النبال، وهو الذي خلفه في القيام بها بمكة. وروى القراءة عن البزي. وقرأ على أبي الحسن أحمد القواس على أبي الأخريط وهب بن واضح على إسماعيل بن شبل ومعروف بن مشكان على ابن كثير.

## ولايته على الشرطة
قال أبو عبد الله القصاع: وكان على الشرطة بمكة لأنه كان لا يليها إلا رجل من أهل الفضل والخير والصلاح ليكون لما يأتيه من الحدود والأحكام على صواب. فولوها لقنبل لعلمه وفضله عندهم. وقال الذهبي: إن ذلك كان في وسط عمره فحمدت مسيرته.